# Caledoniophasma marshallae
Caledoniophasma marshallae är en insektsart som beskrevs av Oliver Zompro 200. Caledoniophasma marshallae ingår i släktet Caledoniophasma och familjen Phasmatidae. Inga underarter finns listade.